# دوناتو
دوناتو (به ایتالیایی: Donato) یک کومونه در ایتالیا است که در استان بیه‌لا واقع شده‌است.

## خصوصیات
دوناتو ۱۱٫۸ کیلومتر مربع مساحت و ۶۹۶ نفر جمعیت دارد و ۷۱۱ متر بالاتر از سطح دریا واقع شده‌است.